# Un incontro pericoloso

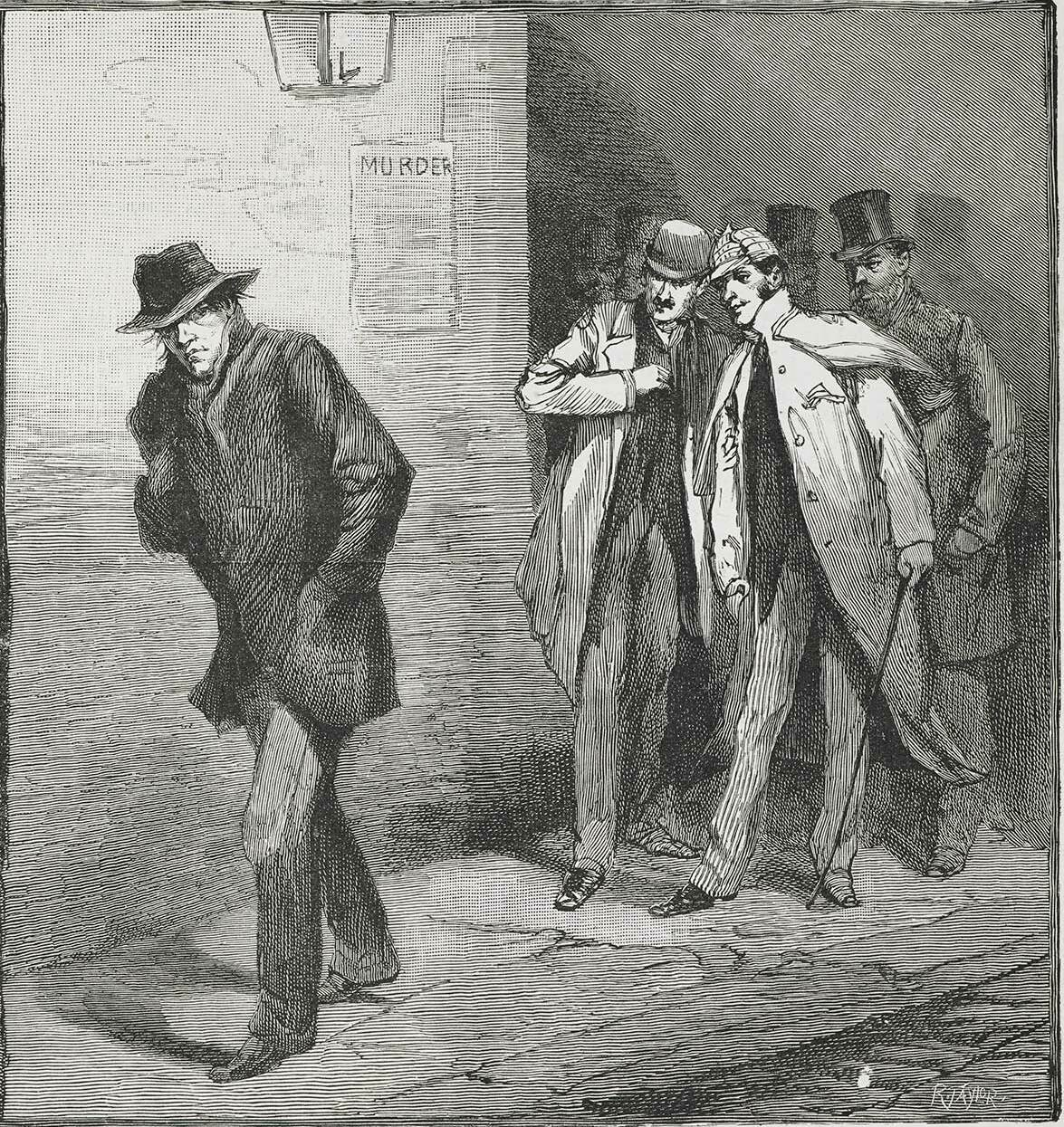
"Un tipo sospetto" - Vignetta inglese del 1888 riferita alle indagini su Jack lo Squartatore

Un incontro pericoloso è un romanzo poliziesco di Ernst Jünger, pubblicato nel 1985. È ambientato nella Parigi della fine dell'Ottocento. Il detective Dobrowsky e l'ufficiale di polizia Laurens Etienne si trovano di fronte al misterioso omicidio di una giovane ballerina, uccisa alla maniera di Jack lo Squartatore. La scena del delitto è un piccolo albergo, molto rinomato per i convegni amorosi della haute société parigina.

## Trama

### Una domenica mattina a Parigi
Il racconto inizia a Parigi, in una splendida giornata della tarda estate del 1888: - "Era la prima domenica di settembre, una giornata azzurra. Spesso in quest'epoca lo splendore dell'estate concentra le sue ultime forze in un'ultima festa prima che avvampino i colori autunnali. Le notti sono più fresche; così l'alba si bagna di rugiada e la mattina è tiepida e gradevole. Il fogliame degli alberi si è scurito; si staglia contro il cielo come metallo a sbalzo. Anche nelle città si attenua la calura e vi penetra un'aura di lusso e di gaiezza". - Gerhard von Busche è un giovane diplomatico tedesco, che da poco è impiegato presso l'ambasciata germanica a Parigi. Le sue frequentazioni sono molto ridotte, si limitano a qualche collega dell'ufficio e a incontri casuali sui boulevard, che lo riempiono di ingenue e travolgenti emozioni. Il carattere infantile e la persona elegante, i tratti delicati del viso e i modi aristocratici, ne farebbero il protagonista ideale delle mille avventure che si svolgono sotto i suoi occhi attoniti. Ma Gerhard preferisce restarne ai margini, un osservatore che tutto stupisce. Una domenica mattina incontra un conoscente: il vecchio esteta Ducasse, un tempo deus ex machina dei salotti parigini, oggi caduto in disgrazia e ridotto al ruolo di piccolo intrigante (personaggio ispirato al dandy Boni de Castellane, 1867-1932, amico dell'autore). Ducasse lo invita a pranzo, al tavolo vicino al loro c'è la contessa Kargané, bella donna tradita dal marito, capitano di Marina. Una "grande gatta" pericolosa, dagli occhi viola, psicologicamente instabile. Ducasse si immagina gli effetti esplosivi di una mésalliance tra i due: il giovane diplomatico ingenuo e la contessa in cerca di vendetta. Da quel consumato architetto di trame che è, decide di inviare un mazzo di fiori e un biglietto alla contessa, a nome di Gerhard. La risposta della contessa non si fa attendere: è l'invito a un rendez-vous, a mezzanotte di fronte a un piccolo hotel, "La campana d'oro", noto per le frequentazioni, tanto altolocate quanto furtive. Gerhard, incredulo, inizia una di quelle lunghe passeggiate che sono l'unico sfogo per i suoi tormentosi pensieri: - "Per quanto abitasse nella città da oltre un anno, ciascuna di queste passeggiate era per Gerhard un'esperienza arcana. Quasi non gli sembrava di aggirarsi per piazze e strade, pensava semmai di percorrere le fughe di stanze e i corridoi di una grande casa sconosciuta, o anche di errare in cunicoli scavati in una roccia stratificata. In certe viuzze e a certi incroci l'incantesimo era più forte che mai. Gerhard non riusciva veramente a farsene una ragione". Finalmente Gerhard giunge al luogo del convegno, dove presto lo raggiunge la Contessa. Entrano nell'albergo.

### Dietro la Madeleine
Appena sistemati in camera, i due amanti vengono interrotti dalla presenza inquietante di un volto, che si staglia dietro la superficie opalina del vetro, sopra la porta d'ingresso della stanza. Subito dopo si sente un grido atroce nel corridoio e poi passi pesanti che scendono le scale. Quando Gerhard spalanca la porta si trova tra le braccia il cadavere palpitante, squartato da una violenta coltellata, di una giovane donna nuda. 

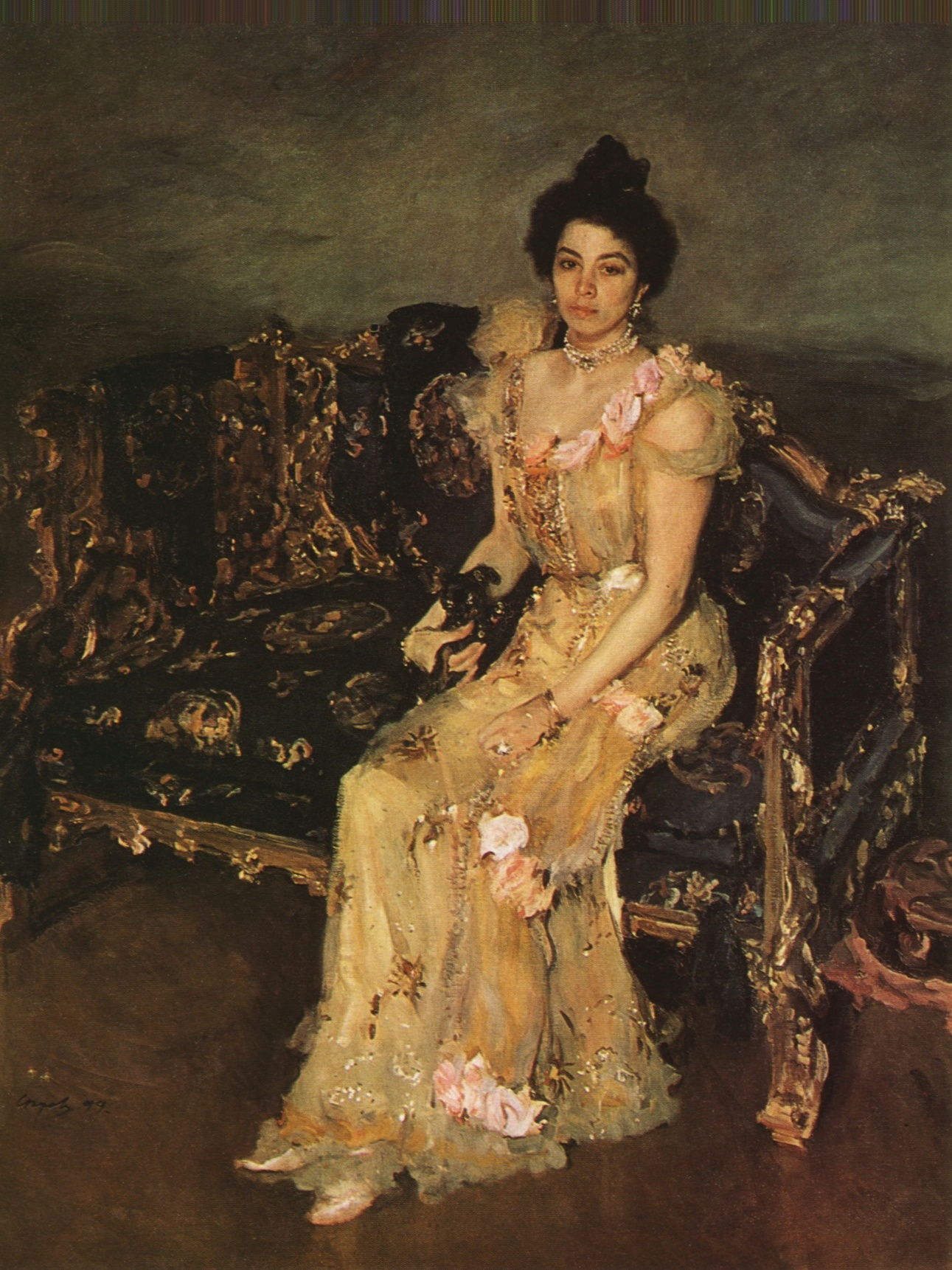
Valentin Aleksandrovič Serov (1865–1911) - MADAME BOTKINA 1899

Atterrito dalla violenza della scena, non può far altro che attendere l'arrivo della polizia. Data l'importanza dei molti personaggi che sono presenti nell'albergo, impegnati in maneggi inconfessabili, il commissario Dobrowsky, incaricato delle indagini, sa di doversi impegnare con la massima solerzia ma anche con la massima discrezione.

### Alla Bastiglia
Il commissario Dobrowsky è un giocatore di scacchi e ha teorie piuttosto sofisticate sulla natura dei criminali che persegue. Sostiene che i delitti più difficili da chiarire, sono quelli casuali, in cui la vittima viene scelta senza un piano preordinato. Più complesso è il progetto criminale, più probabile è che abbia un punto debole: per coprire le proprie tracce, il criminale inevitabilmente ne lascia altre. E, come per le menzogne, per sostenerne una, occorre inventarne molte altre, così una delle tante tracce sparse, prima o poi, cadrà casualmente nella rete di chi indaga. Lo affianca nelle indagini l'ufficiale di polizia Laurens Etienne, affascinato dalle elucubrazioni, apparentemente fuori tema, di Dobrowsky e dalla lucidità con cui affronta il caso. Vengono interrogati con discrezione tutti gli ospiti presenti nelle altre stanze, si scopre subito che la ballerina uccisa era un'habitué della casa, dove portava spesso giovanotti e vecchi danarosi. L'uomo che era con lei quella notte non può essere identificato perché, al momento di presentarsi all'ingresso, aveva travisato il volto con un grande fazzoletto. Dobrowsky non è però interessato a lui ma - senza mai riposarsi, aiutato dalla cocaina -  sembra seguire altre e più intricate indagini.

### Il duello

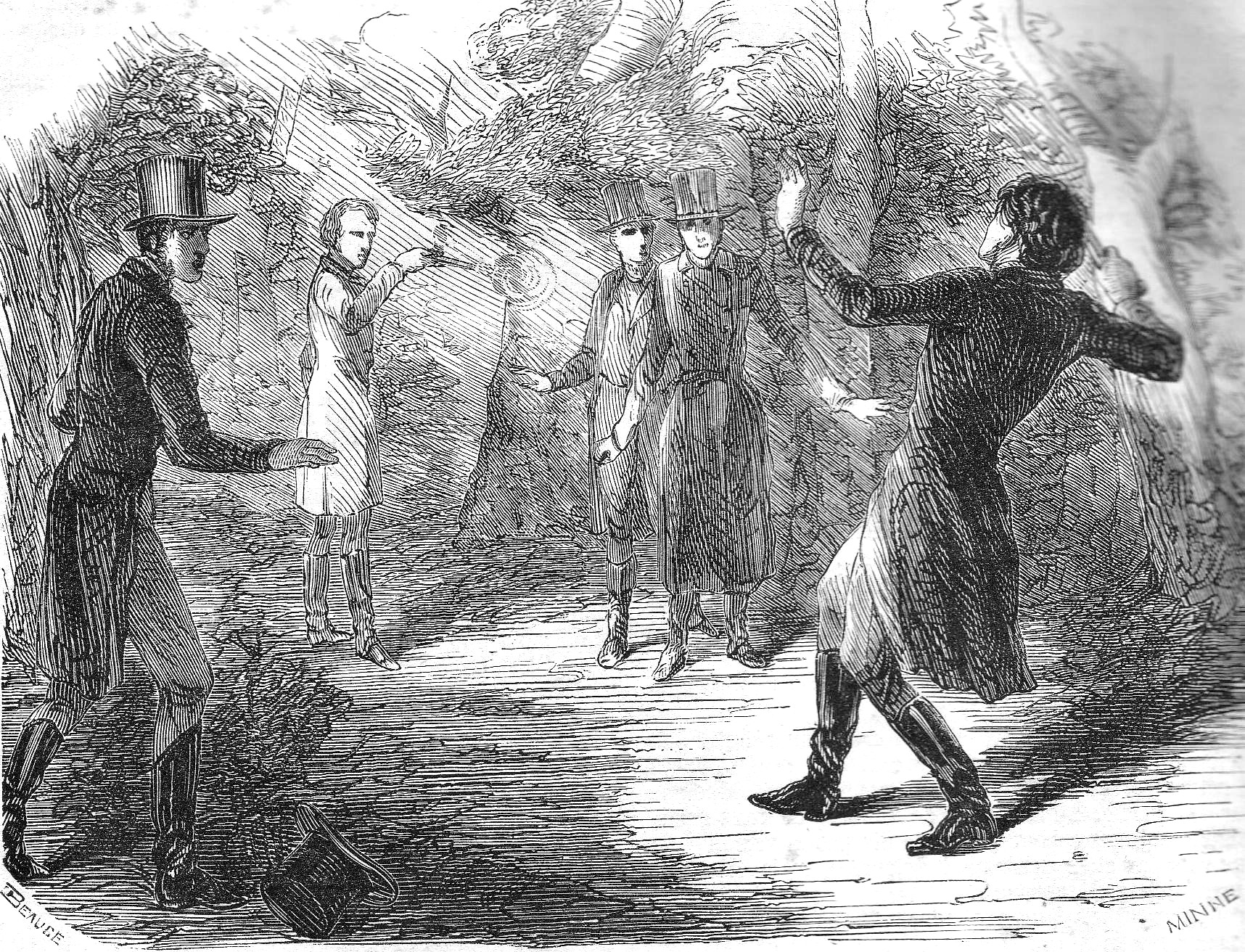
Duello alla pistola, circa 1900

Il caso fa scalpore sia per la violenza e la brutalità dell'assassino, che somiglia nel modus operandi ai delitti di Jack lo Squartatore, sia perché vi sono coinvolti - anche se indirettamente - nomi noti della società parigina. La stampa se ne impossessa subito e la vicenda finisce su tutti i giornali. Quando il capitano Kargané viene a sapere che sua moglie vi è coinvolta, si reca a parlare con Gerhard e, subito dopo, gli manda un padrino per sfidarlo a duello. L'incontro avverrà il giorno dopo, alle 11 di mattina, al Mulino abbandonato, appena fuori Parigi. Gerhard chiede all'anziano e malridotto tenente Goldhammer di fargli da padrino, questi accetta, effettua diligentemente tutti i preparativi, ma - all'ultimo momento - considera che il capitano Kargané, avendo il diritto di sparare per primo e fama di essere un eccellente tiratore, trasformerà la sfida in una vera e propria esecuzione del povero giovane.

## Considerazioni
Ernst Jünger ha iniziato a scrivere "Un incontro pericoloso" nel 1960, ma lo ha terminato e mandato alle stampe, solo nel 1985, quando ormai aveva novant'anni. È un libro decisamente asimmetrico rispetto alla vasta produzione dello scrittore: l'unico romanzo poliziesco, di un pensatore noto per il suo impegno di saggista, filosofo e entomologo. La sua produzione spazia attraverso saggi, romanzi sociali e racconti fantastici, in cui sono prefigurati e - in qualche modo - sottoscritti, i metodi antidemocratici del nazionalsocialismo hitleriano, di cui è stato accusato di essere un precursore intellettuale. Il romanzo poliziesco è quindi lontano dalle sue corde ma la Parigi libertina e boulevardier che vi viene descritta, somiglia alla Parigi di Nietzsche: nelle fêtes galantes, vi si incontrano personaggi dai costumi corrotti, che sembrano uscire direttamente dalle pagine di Marcel Proust. Un'aristocrazia in disarmo, nella società che "del resto godeva di una libertà assai maggiore dacché la nobiltà si era ridotta a un piacevole stile di vita".

## Critica
- Ernst Jünger è nato nel 1895. Viene subito da chiedersi quando sia morto. Terribile gaffe. Perché dovremmo saperlo tutti che Ernst Junger è ancora tra i viventi, e con freschissima vitalità. Ma c' è di più. Junger è ancora intellettualmente produttivo. E non in fase di luna calante, ma di luna crescente. I suoi ultimi romanzi, scritti nell'ottavo o nono decennio della sua vita, sono i più vivi di tutta la sua produzione (parlo di Eumeswil, Un incontro pericoloso, Il problema di Aladino). Italo Chiusano
- Rievocando un grande dandy, Boni de Castellane, cui si ispira il protagonista di "Un incontro pericoloso", rammenta: "Sono stato nel castello in cui viveva con Florence Gould. Eravamo diventati amici. Una sera tornavamo da Parigi, gli altri se ne erano già quasi tutti andati. Eravamo soli ed avevamo un po' bevuto. Florence mi intimo' : "Ernst, deve assolutamente restare". Dovevo restare con la donna più ricca di Parigi, sarebbe stato molto divertente, ma non è il mio mestiere". Alfredo Venturi, Giuseppe Scaraffia - 28 marzo 1995 - Corriere della Sera

## Edizioni
- Ernst Jünger, Un incontro pericoloso, traduzione di Anna Bianco, biblioteca Adelphi 167, 1986,  p. 193, ISBN 978-88-459-0652-7.
- Ernst Jünger, Un incontro pericoloso, traduzione di Anna Bianco, gli Adelphi, 1997,  p. 193, ISBN 978-88-459-1338-9.